# LA Women's Tennis Championships

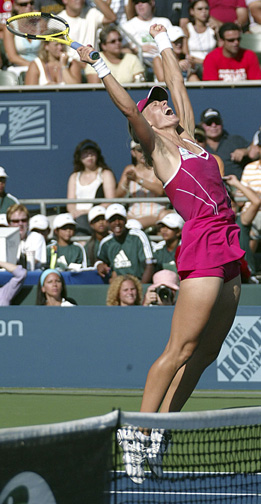
Celebració d'Elena Dementieva després de la seva victòria el 2006.

El Clàssic de Los Angeles, conegut oficialment com LA Women's Tennis Championships, és un torneig de tennis professional que es disputa anualment sobre pista dura al The Home Depot Center de Carson, ciutat situada als afores de Los Angeles, California, Estats Units. Pertany als Premier Tournaments del circuit WTA femení. La darrera edició del torneig es va celebrar el 2009, ja que fou substituït pel Mercury Insurance Open de San Diego.
Es va inaugurar l'any 1971 a Long Beach dins els Virginia Slims Tour. El 1973 es va desplaçar a Los Angeles però va desaparèixer del circuit professional entre els anys 1974-1976 perquè la ciutat ja era amfitriona de la Masters Cup que tancava la temporada. Fins al 1983 es disputà sota cobert i el 2003 es va desplaçar a la darrera seu de Carson.

## Palmarès

### Individual femení
| Localització    | Any  | Campiona                | Finalista               | Resultat         |
| --------------- | ---- | ----------------------- | ----------------------- | ---------------- |
| Carson          | 2009 | Flavia Pennetta         | Samantha Stosur         | 6−4, 6−3         |
| Carson          | 2008 | Dinara Safina           | Flavia Pennetta         | 6−4, 6−2         |
| Carson          | 2007 | Ana Ivanović            | Nàdia Petrova           | 7−5, 6−4         |
| Carson          | 2006 | Ielena Deméntieva       | Jelena Janković         | 6−3, 4−6, 6−4    |
| Carson          | 2005 | Kim Clijsters (2)       | Daniela Hantuchová      | 6−4, 6−1         |
| Carson          | 2004 | Lindsay Davenport (4)   | Serena Williams         | 6−1, 6−3         |
| Carson          | 2003 | Kim Clijsters           | Lindsay Davenport       | 6−1, 3−6, 6−1    |
| Manhattan Beach | 2002 | Chanda Rubin            | Lindsay Davenport       | 5−7, 7−6(5), 6−3 |
| Manhattan Beach | 2001 | Lindsay Davenport       | Monica Seleš            | 6−3, 7−5         |
| Manhattan Beach | 2000 | Serena Williams (2)     | Lindsay Davenport       | 4−6, 6−4, 7−6(1) |
| Manhattan Beach | 1999 | Serena Williams         | Julie Halard-Decugis    | 6−1, 6−4         |
| Manhattan Beach | 1998 | Lindsay Davenport       | Martina Hingis          | 4−6, 6−4, 6−3    |
| Manhattan Beach | 1997 | Monica Seleš (3)        | Lindsay Davenport       | 5−7, 7−5, 6−4    |
| Manhattan Beach | 1996 | Lindsay Davenport       | Anke Huber              | 6−2, 6−3         |
| Manhattan Beach | 1995 | Conchita Martínez       | Chanda Rubin            | 4−6, 6−1, 6−3    |
| Manhattan Beach | 1994 | Amy Frazier             | Ann Grossman            | 6−1, 6−3         |
| Manhattan Beach | 1993 | Martina Navrátilová (8) | Arantxa Sánchez Vicario | 7−5, 7−6(4)      |
| Manhattan Beach | 1992 | Martina Navrátilová     | Monica Seleš            | 6−4, 6−2         |
| Manhattan Beach | 1991 | Monica Seleš            | Kimiko Date             | 6−3, 6−1         |
| Manhattan Beach | 1990 | Monica Seleš            | Martina Navrátilová     | 6−4, 3−6, 7−6(6) |
| Manhattan Beach | 1989 | Martina Navrátilová     | Gabriela Sabatini       | 6−0, 6−2         |
| Manhattan Beach | 1988 | Chris Evert (4)         | Gabriela Sabatini       | 2−6, 6−1, 6−1    |
| Manhattan Beach | 1987 | Steffi Graf             | Chris Evert             | 6−3, 6−4         |
| Manhattan Beach | 1986 | Martina Navrátilová     | Chris Evert             | 7−6(5), 6−3      |
| Manhattan Beach | 1985 | Claudia Kohde-Kilsch    | Pam Shriver             | 6−2, 6−4         |
| Manhattan Beach | 1984 | Chris Evert             | Wendy Turnbull          | 6−2, 6−3         |
| Manhattan Beach | 1983 | Martina Navrátilová     | Chris Evert             | 6−1, 6−3         |
| Los Angeles     | 1982 | Mima Jaušovec           | Sylvia Hanika           | 6−2, 7−6(4)      |
| Los Angeles     | 1981 | Martina Navrátilová     | Andrea Jaeger           | 6−4, 6−0         |
| Los Angeles     | 1980 | Martina Navrátilová     | Tracy Austin            | 6−2, 6−0         |
| Los Angeles     | 1979 | Chris Evert             | Martina Navrátilová     | 6−3, 6−4         |
| Los Angeles     | 1978 | Martina Navrátilová     | Rosemary Casals         | 6−3, 6−2         |
| Los Angeles     | 1977 | Chris Evert             | Martina Navrátilová     | 6−2, 2−6, 6−1    |
| Los Angeles     | 1976 | No celebrat             | No celebrat             | No celebrat      |
| Los Angeles     | 1975 | No celebrat             | No celebrat             | No celebrat      |
| Los Angeles     | 1974 | No celebrat             | No celebrat             | No celebrat      |
| Los Angeles     | 1973 | Margaret Court          | Nancy Richey Gunter     | 7−5, 6−7, 7−5    |
| Long Beach      | 1972 | Rosemary Casals         | Françoise Durr          | 6−2, 6−7, 6−3    |
| Long Beach      | 1971 | Billie Jean King        | Rosemary Casals         | 6−1, 6−2         |

### Doble femení
| Any  | Campiones                                          | Finalistes                                   | Resultat         |
| ---- | -------------------------------------------------- | -------------------------------------------- | ---------------- |
| 2009 | Chia-Jung Chuang · Yan Zi                          | Maria Kirilenko · Agnieszka Radwańska        | 6−0, 4−6, [10−7] |
| 2008 | Yung-jan Chan · Chia-jung Chuang                   | Eva Hrdinová · Vladimíra Uhlířová            | 2−6, 7−5, [10−4] |
| 2007 | Květa Hrdličková Peschke · Rennae Stubbs           | Alicia Molik · Mara Santangelo               | 6−0, 6−1         |
| 2006 | Virginia Ruano Pascual · Paola Suárez              | Daniela Hantuchová · Ai Sugiyama             | 6−3, 6−4         |
| 2005 | Ielena Deméntieva · Flavia Pennetta                | Angela Haynes · Bethanie Mattek              | 6−2, 6−4         |
| 2004 | Nàdia Petrova · Meghann Shaughnessy                | Conchita Martínez · Virginia Ruano Pascual   | 6−7(2), 6−4, 6−3 |
| 2003 | Mary Pierce · Rennae Stubbs                        | Elena Bovina · Els Callens                   | 6−3, 6−3         |
| 2002 | Kim Clijsters · Jelena Dokić                       | Daniela Hantuchová · Ai Sugiyama             | 6−2, 6−3         |
| 2001 | Kimberly Po-Messerli · Nathalie Tauziat            | Nicole Arendt · Caroline Vis                 | 6−3, 7−5         |
| 2000 | Els Callens · Dominique Monami Van Roost           | Kimberly Po · Anne-Gaëlle Sidot              | 6−2, 7−5         |
| 1999 | Arantxa Sánchez Vicario · Larisa Savchenko Neiland | Lisa Raymond · Rennae Stubbs                 | 6−2, 6−7(5), 6−0 |
| 1998 | Martina Hingis · Natasha Zvereva                   | Tamarine Tanasugarn · Elena Tatarkova        | 6−4, 6−2         |
| 1997 | Yayuk Basuki · Caroline Vis                        | Larisa Savchenko Neiland · Helena Suková     | 7−6(7), 6−3      |
| 1996 | Lindsay Davenport · Natasha Zvereva                | Amy Frazier · Kimberly Po                    | 6−1, 6−4         |
| 1995 | Gigi Fernández · Natasha Zvereva                   | Gabriela Sabatini · Larisa Savchenko Neiland | 7−5, 6−7(2), 7−5 |
| 1994 | Julie Halard · Nathalie Tauziat                    | Jana Novotná · Lisa Raymond                  | 6−1, 0−6, 6−1    |
| 1993 | Arantxa Sánchez Vicario · Helena Suková (2)        | Gigi Fernández · Natalia Zvereva             | 7−6(3), 6−3      |
| 1992 | Arantxa Sánchez Vicario · Helena Suková            | Zina Garrison · Pam Shriver                  | 6−4, 6−2         |
| 1991 | Larisa Savchenko · Natalia Zvereva                 | Gretchen Rush Magers · Robin White           | 6−1, 2−6, 6−2    |
| 1990 | Gigi Fernández · Jana Novotná                      | Mercedes Paz · Gabriela Sabatini             | 6−3, 4−6, 6−4    |
| 1989 | Martina Navrátilová · Wendy Turnbull               | Claudia Kohde-Kilsch · Mary Joe Fernández    | 5−2, retirada    |
| 1988 | Patty Fendick · Jill Hetherington                  | Gigi Fernández · Robin White                 | 7−6(2), 5−7, 6−4 |
| 1987 | Martina Navrátilová · Pam Shriver (3)              | Zina Garrison · Lori McNeil                  | 6−3, 6−4         |
| 1986 | Martina Navrátilová · Pam Shriver                  | Claudia Kohde-Kilsch · Helena Suková         | 6−4, 6−3         |
| 1985 | Claudia Kohde-Kilsch · Helena Suková               | Hana Mandlíková · Wendy Turnbull             | 6−4, 6−2         |
| 1984 | Chris Evert Lloyd · Wendy Turnbull                 | Bettina Bunge · Eva Pfaff                    | 6−2, 6−4         |
| 1983 | Martina Navrátilová · Pam Shriver                  | Betsy Nagelsen · Virginia Ruzici             | 6−1, 6−0         |
| 1982 | Kathy Jordan · Anne Smith                          | Barbara Potter · Sharon Walsh                | 6−3, 7−5         |
| 1981 | Sue Barker · Ann Kiyomura                          | Marita Redondo · Peanut Louie                | 6−1, 4−6, 6−1    |
| 1980 | Rosemary Casals · Martina Navrátilová              | Kathy Jordan · Anne Smith                    | 7−6, 6−2         |
| 1979 | Rosemary Casals · Chris Evert (2)                  | Martina Navrátilová · Anne Smith             | 6−4, 1−6, 6−3    |
| 1978 | Betty Stöve · Virginia Wade                        | Greer Stevens · Pam Teeguarden               | 6−3, 6−2         |
| 1977 | Rosemary Casals · Chris Evert                      | Martina Navrátilová · Betty Stöve            | 6−2, 6−4         |
| 1976 | No celebrat                                        | No celebrat                                  | No celebrat      |
| 1975 | No celebrat                                        | No celebrat                                  | No celebrat      |
| 1974 | No celebrat                                        | No celebrat                                  | No celebrat      |
| 1973 | Rosemary Casals · Julie Heldman                    | Margaret Court · Lesley Hunt                 | Renúncia         |
| 1972 | Rosemary Casals · Virginia Wade                    | Helen Gourlay · Karen Krantzcke              | 6−4, 5−7, 7−5    |
| 1971 | Rosemary Casals · Billie Jean King                 | Françoise Durr · Ann Haydon Jones            | 7−5, 6−3         |